# 石母田史朗
石母田 史朗（いしもだ しろう、1973年12月11日 - ）は、日本の男性俳優、声優。劇団青年座所属。東京都出身。

## 来歴
東京都立北多摩高等学校卒業。青年座研究所20期卒業。1996年4月1日に劇団青年座に入団。

## 人物
趣味は映画鑑賞。特技は水泳。

## 出演

### テレビドラマ
- 透明人間 DEAD ZONE IN ZEUS（1996年）
- ひまわり（1996年） - 進藤大樹 役
- すずらん（1999年）
- ビギナー（2003年）
- ウルトラQ dark fantasy（2004年）
- 世直し公務員ザ・公証人7（2007年）
- 相棒
  - season7 第16話（2009年） - 秋山孝之 役
  - season20 第8話（2021年） - 田中健太 役
- 救急救命士・牧田さおり6（2009年6月13日） - 杉村刑事 役
- 刑事一代 平塚八兵衛の昭和事件史（2009年6月）
- 月曜ゴールデン「浅見光彦シリーズ」
  - 27「斎王の葬列」（2009年）
  - 34「壺霊」（2014年） - 田村刑事 役
- その男、副署長 Season2（2009年） - 杉原洋一 役
- オルトロスの犬 第2話（2009年7月31日、TBS） - 医師 役
- 京都地検の女 第6シリーズ 第7話（2010年）
- LADY〜最後の犯罪プロファイル〜 第1話（2011年1月7日） - 福原
- 金曜プレミアム 「おばさんデカ 桜乙女の事件帖16」（2017年） - 桧山良樹 役
- 広域警察8（2017年1月14日） - リポーター
- 潔癖クンの殺人ファイル3（2017年） - 大場昭文 役
- 月曜プレミア8 「当番弁護士 梶原藤子の事件ファイル1」（2020年） - 笹倉吾郎 役

### ラジオドラマ
- FMシアター（NHK-FM）
  - 『オアシス』（2025年4月26日）[3] - 夏美の父 役

### 映画
- 釣りバカ日誌19 ようこそ!鈴木建設御一行様（2008年）

### 舞台
- 審判（1997年）
- 無法松の一生（1997年）
- 天草記（1999年）
- 湖底（2002年）
- パートタイマー・秋子（2003年）
- 闇に咲く花（2008年、2012年）
- 見よ、飛行機の高く飛べるを（2014年）
- お国と五平（2016年）
- リア王の悲劇（2024年） - ケント伯爵 役[4]
- 穏やかな人と機（2024年）[5]

### テレビアニメ
- 名探偵コナン（1996年） - 五条修
- 最終兵器彼女（2002年） - シュウジ[6]
- ツバサ・クロニクル（2005年） - 志勇草薙

### OVA
- トップをねらえ2!（2004年） - 部下B

### ゲーム
- 最終兵器彼女（2003年） - シュウジ

### 吹き替え

#### 映画（吹き替え）
- スノーホワイト/白雪姫（2002年7月26日） - アルフレッド
- レジェンド・オブ・メキシコ/デスペラード（2004年3月6日） - ロレンソ（エンリケ・イグレシアス）
- 60セカンズ（2004年5月7日） - フレブ（ジェームズ・デュヴァル）※日本テレビ版
- チャンピオン 明日へのタイトルマッチ（2004年10月27日） - ジミー・コネリー（オーランド・ブルーム）
- ターミネーター3（2006年3月24日） - ジョン・コナー（ニック・スタール）※DVD版
- ジョージアの日記/ゆーうつでキラキラな毎日（2008年11月15日） - ロビー（アーロン・テイラー＝ジョンソン）
- わたしを離さないで（2010年10月28日） - トミー（アンドリュー・ガーフィールド）

#### ドラマ
- クリミナル・マインド3 FBI行動分析課 #10 - ジョニー（フランキー・ムニッズ）
- クリミナル・マインド7 FBI行動分析課 #4
- ライン・オブ・ビューティ 愛と欲望の境界線（2007年2月） - ニック・ゲスト
- ファン・ジニ（2008年） - ウノ（チャン・グンソク）
- ボードウォーク・エンパイア 欲望の街（2011年） - ジェームズ・“ジミー”・ダーモディ（マイケル・ピット）
- ロイヤル・スキャンダル 〜エリザベス女王の苦悩〜（2012年） - イアン・ボール

#### アニメ
- リロ アンド スティッチ ザ・シリーズ シーズン2 - デイヴィッド〈2代目〉
  - リロ・アンド・スティッチ2